# Pablo Álvarez Menéndez
Pablo Álvarez Menéndez (Montevideo, 7 febbraio 1985) è un ex calciatore uruguaiano, di ruolo difensore.
Possiede anche il passaporto italiano.

## Carriera

### Club
Dopo un anno nella formazione uruguaiana del Nacional, viene acquistato dalla Reggina nell'estate 2007. Dopo l'esordio nel finale della gara di Palermo parte titolare nella partita Reggina-Livorno. Resta a Reggio Calabria anche la stagione seguente, in cui disputa 9 partite in un'annata conclusa con la retrocessione in Serie B della squadra.
Il 21 luglio 2009 la Reggina lo cede in prestito con diritto di riscatto al Wisła Cracovia. A fine stagione, dopo più di 20 partite disputate nel campionato polacco, tale diritto non viene esercitato e rientra alla Reggina per fine prestito. Il 31 agosto 2010, ultimo giorno di calciomercato, passa in prestito ai greci del Panserraïkos, con cui gioca 16 partite.
Tornato a Reggio Calabria, resta ai margini della squadra e viene messo fuori rosa. Nel gennaio 2012 risolve consensualmente il suo contratto con la squadra amaranto per tornare in Uruguay, al Nacional.

### Nazionale
Ha collezionato anche una presenza con la Nazionale uruguaiana nel 2007.